# Église Saint-Médard d'Élancourt
Pour les articles homonymes, voir Église Saint-Médard.
L'église Saint-Médard est une église catholique paroissiale située place de l'Église à Élancourt, en France. Elle se trouve au bord de l'ancien tracé du chemin de Paris à Chartres, à proximité du cimetière Saint-Médard d'Élancourt.
Elle appartient au groupement paroissial Élancourt - Maurepas - Coignières - Saint-Rémy.

## Historique
Elle a été probablement construite avec le soutien des Templiers de la Villedieu.

## Description
La clef de voûte, ornée de la croix des Templiers, est recouverte de peinture polychrome. L'église contient aussi une statue de la Sainte-Vierge datant du XVIe siècle, et un vitrail représentant Clotaire Ier.